# Jules Bordier
Jules Bordier, né Jules Auguste Bordier le 21 décembre 1846 à Angers, où il est mort le 29 janvier 1896, est un pianiste, compositeur et chef d'orchestre français. 

## Biographie
Jules Bordier naquit dans une famille de banquiers. 
En 1877, Jules Bordier fut le cofondateur de l'Association artistique d'Angers. Il fit venir de Paris de nombreux artistes musiciens. Les présidents d'honneur de l'association angevine furent les musiciens Charles Gounod, Saint-Saëns et Jules Massenet. Jules Bordier fut le chef d'orchestre des concerts donnés à Angers. Faute de crédits municipaux, l'association interrompit ses activités en 1893 et Jules Bordier s'installa quelque temps à Paris. Revenu quelques mois plus tard à Angers, il refonde sur les ruines de l’Association artistiques d'Angers, la Société des concerts populaires d’Angers dont l’Orchestre national des Pays de la Loire est l’héritier direct. Il fut également le chef d'orchestre des concerts populaires d'Angers.
Il devint directeur des éditions Baudoux et compagnie à Paris.
Sa bibliothèque musicale privée était l'une des plus riches collections particulières de France. L'ensemble de ces archives constituent aujourd'hui le fonds Jules Bordier de la bibliothèque municipale d'Angers.
Jules Bordier est enterré au cimetière de l'Est d'Angers.

## Œuvres
- Nadia, opéra-comique en 1 acte, musique de Jules Bordier, Paris, Opéra-Populaire, 25 mai 1887.
- La Fiancée de la Mer (1895)
- Douze Mélodies pour Chant
- Danse macabre pour violon